# Escape Me Never
Escape Me Never is een Amerikaanse dramafilm in zwart-wit uit 1947 onder regie van Peter Godfrey. De film is gebaseerd op het gelijknamige toneelstuk uit 1934 van Margaret Kennedy en werd destijds niet uitgebracht in Nederland.

## Verhaal
De film begint in Venetië in het jaar 1900. Een jonge componist genaamd Caryl Dubrok heeft een affaire met een rijke Engelse erfgename, Fenella MacLean. Vanwege een misverstand gelooft ze echter dat hij een relatie heeft met een jonge weduwe, Gemma Smith en verlaat ze hem. Gemma is echter niet meer dan een kennis: ze woont samen met Caryls broer Sebastian, een arme muzikant. 
Gemma en Sebastian brengen hun dagen zingend en bedelend op straat door. Ze komen een geraffineerde vrouw tegen, voor wie Sebastian onmiddellijk als een blok valt. Hij heeft geen idee dat de vrouw in kwestie Fenella is. Geïnspireerd door haar schoonheid componeert hij diverse romantische liederen. Wanneer hij de identiteit van de vrouw ontdekt, besluit hij om met Gemma te trouwen en te verhuizen naar Londen. 
Caryl reist Fenella achterna in Engeland en verlooft zich met haar. Fenella is echter nog steeds verliefd op Sebastian, die inmiddels een succesvolle balletvoorstelling op zijn naam heeft staan. Ze besluit haar verloving met Caryl te breken om samen met Sebastian te zijn. Ondertussen overlijdt Gemma's jonge baby aan een ziekte en raakt ze in een depressie. Sebastian voelt zich schuldig dat hij Gemma in de steek heeft gelaten en doet er alles aan om haar terug te winnen.

## Rolverdeling
| Acteur            | Personage          |
| ----------------- | ------------------ |
| Errol Flynn       | Sebastian Dubrok   |
| Ida Lupino        | Gemma Smith        |
| Eleanor Parker    | Fenella MacLean    |
| Gig Young         | Caryl Dubrok       |
| Reginald Denny    | Mr MacLean         |
| Isobel Elsom      | Mevrouw MacLean    |
| Albert Bassermann | Professor Heinrich |
| Ludwig Stössel    | Meneer Steinach    |
| George Zoritch    | de danser          |
| Helen Thimig      | de huisbaas        |
| Frank Puglia      | de tourgids        |
| Frank Reicher     | de minister        |

## Productie
Na het succes van The Constant Nymph (1943) besloot filmstudio Warner Brothers nog een werk van Margaret Kennedy te verfilmen; dit werd Escape Me Never. Het project werd in augustus 1943 aangekondigd met Joan Leslie als mogelijke ster. Na een lange vertraging werden in september 1945 Errol Flynn en Ida Lupino aangesteld in de hoofdrollen. De opnamen begonnen in november dat jaar en duurden tot het begin van 1946. Een release volgde bijna twee jaar later.

## Ontvangst
De film was een commerciële flop en kreeg matige reacties van de Amerikaanse pers. Vandaag de dag wordt de film gezien als een van Errol Flynns mindere films uit zijn loopbaan.